# ريتشارد لين
ريتشارد لين Richard Lynn (ولد سنة 1930) أستاذ في علم النفس بجامعة ألستر في شمال إرلندا. اكتسب شهرة بسبب دراساته حول الذكاء. من أشهر دراساته تلك التي تبحث في العلاقة بين الذكاء والأصول العرقية. وقد تناولت بحوثه العديد من المظاهر والتيارات مثل الأوجينية|اليوجينيا. جعلت دراساته هذه شبهة العنصرية تحوم حول لين.فقد أعلن عام 2001 عن عودة اليوجينيا وقال : اننا علي ابواب عصر جديد اننا نتحرك بسرعة تفوق الخيال الي «نوع» بشرى جديد وستسبقه حرب عرقية .

## بعض مؤلفاته
- لين، ر. سنة 1982. نسبة الذكاء في اليابان والولايات المتحدة تظهر تفاوتا. نشر في نايتشر العدد 297 222-3
- لين، ر. سنة 1996. ديسجسنية: التدهور الجيني في المجتمعات الحديثة. نشر Westport: Praeger Publishers
- لين، ر. سنة 2003. جغرافيا الذكاء.
- لين، ر. سنة 2006. نسبة الذكاء وثروات الشعوب ISBN 978-0-275-97510-4